# 馬健
馬 健（ば けん、中国語: 马健/馬健、英語: Ma Jian、マー・ジャン、1969年8月20日 - ）は、中華人民共和国・天津市出身の元バスケットボール選手である。中国人として初めてNBAプレシーズンに参加した選手として知られる。

## 来歴
ユタ州立大学でプレーし、卒業後の1995年、ロサンゼルス・クリッパーズのプレシーズンに参加。最終カットまで残った。
その後帰国し、河北、北京オリンピアンズ、上海シャークスでプレーを続け、2007年引退。
中国代表には1989年に初選出され、1990年の世界選手権及びアジア競技大会、バルセロナ五輪にも出場した。